# Manuel Lacunza
Manuel de Lacunza y Díaz, también conocido por su pseudónimo Juan Josafat Ben-Ezra (Santiago, 19 de julio de 1731 - Imola, República Cisalpina, c. 18 de junio de 1801) fue un sacerdote y teólogo jesuita hispano que trabajó en una exégesis milenarista de las profecías de las Sagradas Escrituras. Fue el filósofo más conocido e influyente del Reino de Chile.

## Biografía
Nació el 19 de julio de 1731 en Santiago de Chile. Hijo único del español Carlos de Lacunza Ziaurris y de la chilena Josefa Díaz Durán, hija de Manuel Díaz Montero y Herrera y de Rafaela Durán de Salcedo y Rabaneda. Fue bautizado el 27 de agosto de 1731 en la parroquia de El Sagrario en Santiago de Chile. Su padre fue un acaudalado comerciante ocupado en el tráfico entre Chile y el Perú. Lacunza ingresó al Convictorio de San Francisco Javier (Convictorio Carolino luego de la expulsión de los jesuitas) y egresó con el título de Maestro de Filosofía. Interrumpió sus estudios universitarios en el Colegio Máximo en teología cuando ingresó a la Compañía de Jesús en 1747. A partir de entonces inició la primera etapa de su vida sacerdotal, marcada por la normalidad: ejerció como profesor de gramática (1755) en la Universidad Pontificia Colegio Máximo de San Miguel de Santiago -en la que residía- y ganó cierta discreta fama como orador de púlpito.
Retomaría sus estudios de Teología en 1750.
Debido a la expulsión de los jesuitas por orden del rey Carlos III de España, salió exiliado de Chile en 1767 y se estableció en la ciudad italiana de Imola, al igual que numerosos otros sacerdotes chilenos de la misma orden, como Miguel de Olivares y Juan Ignacio Molina. Su vida en el exilio se complicó debido a las prohibiciones de celebrar misa y administrar sacramentos que el papa Clemente XIV impuso a los jesuitas y a su situación económica: su familia chilena comenzó a empobrecerse, por lo que las remesas de dinero que le enviaban eran cada vez más escasas.
Tras cinco años de vivir en comunidad con los jesuitas, Lacunza se retiró a habitar a una casa ubicada en las afueras de la ciudad. Ahí se instaló en soledad, aparentemente con la única compañía de un misterioso personaje, al que llama en sus cartas «mi buen mulato». Algunos jesuitas chilenos, colegas suyos, lo describían como «un hombre cuyo retiro del mundo, parsimonia en su trato, abandono de su propia persona en las comodidades aun necesarias a la vida humana, y aplicación infatigable a los estudios, le conciliaban el respeto y admiración de todos».
En 1773, por medio de la breve apostólico Dominus ac Redemptor, el papa disolvió la Compañía. La medida convirtió a Lacunza en clérigo seglar por decreto. En este ostracismo total, el jesuita realizó el trabajo teológico de su vida, enmarcado en la corriente del milenarismo. Lo esbozó primero en un folleto, conocido como Anónimo Milenario, que llegó a circular en América del Sur. Este texto, de 22 páginas apenas, dio pie a acalorados debates teológicos públicos, sobre todo en Buenos Aires, tras los cuales sus opositores lo denunciaron, obteniendo una prohibición del texto por parte de la Inquisición. En 1790 culminó los tres tomos de su obra Venida del Mesías en gloria y magestad [sic]. A partir de entonces, y hasta su muerte, realizó infructuosos esfuerzos, como remitir oficios a la Corona española, para conseguir autorización y apoyo para llevar su obra a la imprenta.
No se tiene certeza exacta acerca de la fecha de su muerte pues su cadáver fue encontrado en un foso, en una calle apartada de Imola. Entonces se supuso que había muerto por causas naturales, mientras realizaba uno de sus habituales paseos solitarios.

## Destino de su obra

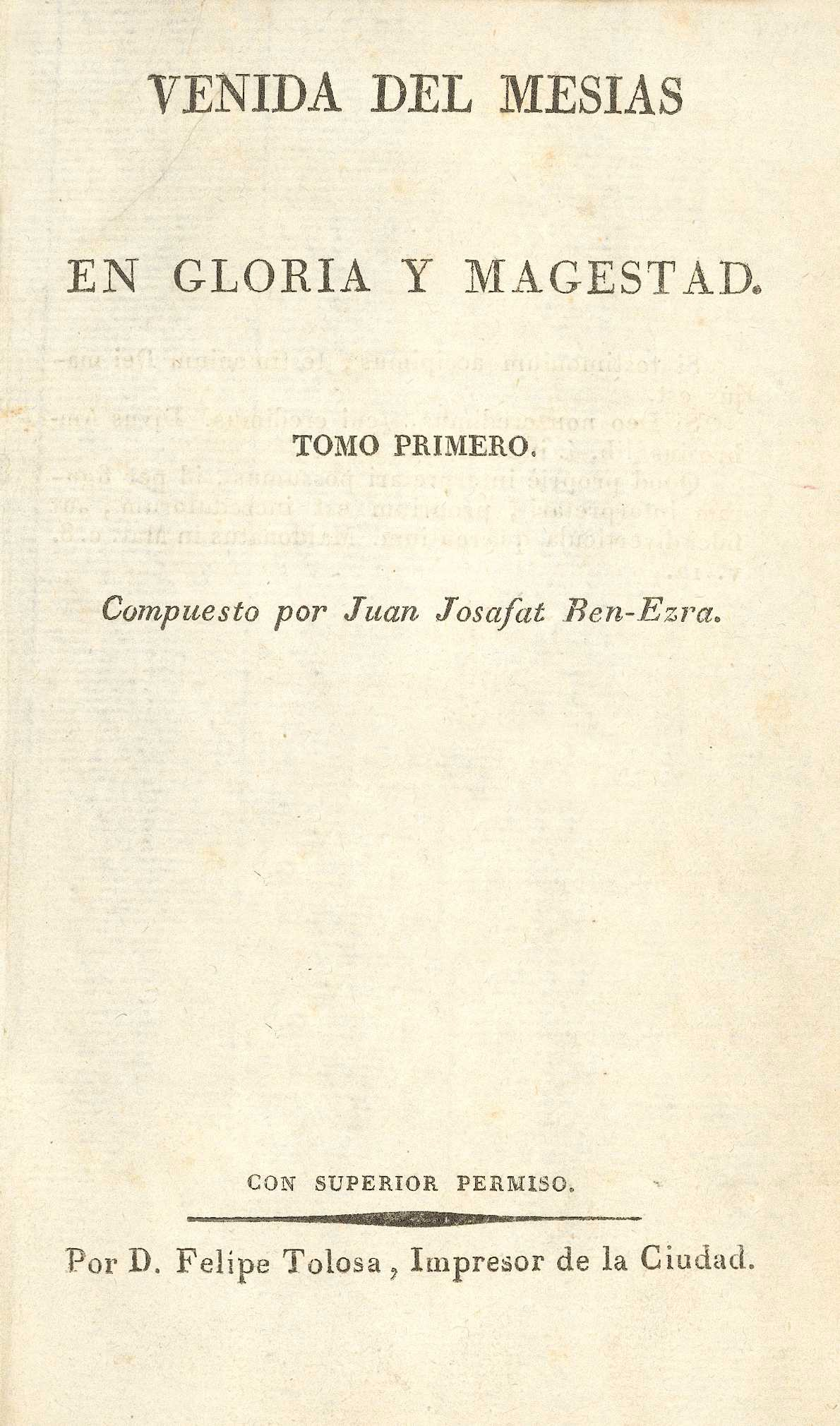
Página titular de Venida del Mesías en gloria y magestad, Cádiz, 1812

En 1812, a despecho de las prohibiciones anteriores, Venida del Mesías en gloria y magestad fue publicada póstumamente en Cádiz bajo el pseudónimo judío de Juan Josafat Ben-Ezra. En Londres se realizó otra edición en castellano en 1816, la cual fue financiada por el general argentino Manuel Belgrano. El libro fue denunciado aquel mismo año ante tribunales españoles y la Sagrada Congregación del Índice, siendo incluido en Index Librorum Prohibitorum de la Inquisición el 15 de enero de 1819.
Es interesante consignar que los enemigos de la obra expresaron su especial preocupación por el encanto que las ideas de Lacunza ejercían entre el clero. Esta atracción fue denunciada, por ejemplo, en una obra publicada en Madrid en 1824, subtitulada Observaciones para precaverlo (al público) de la seducción que pudiera ocasionarle la obra.
Una traducción al inglés fue publicada en 1827 por Edward Irving, el precursor de la británica Iglesia Católica Apostólica, bajo el título de The Coming of the Messiah. Para Irving la lectura de la obra había alcanzado la categoría de revelación. De hecho, aquel sacerdote estudió profundamente el castellano con el único fin de traducir a Lacunza.
Por lo mismo, no es extraño que el libro fuera transformándose en una de las mayores influencias del gran desarrollo del milenarismo ocurrido en el siglo XIX. El milenarismo espera una edad de oro que empezaría con la venida de Cristo.
Aunque la noción escatológica de un paraíso en la tierra ya estaba presente en movimientos como los anabaptistas, menonitas, cuáqueros y amish, las tesis de Lacunza —y sus seguidores en el mundo anglosajón— fueron también fuente de inspiración para el movimiento estadounidense del " millerismo, a través de su líder el predicador William Miller, quien se interesó en la interpretación bíblica y se inspiró al realizar su propia traducción de la obra de Lacunza. Un dirigente milerista, Josiah Litch, comenta que: "Ese libro (de Lacunza) cayó en las manos de Irving. Los ojos de ese célebre y elocuente predicador se abrieron ante la gloriosa verdad del advenimiento premilenial de Cristo de la cual se volvió ardoroso partidario. Comenzó traduciendo a Ben Ezra y luego escribió numerosas obras en Inglaterra acerca del mismo asunto". A su vez, indirectamente a través del milerismo, Lacunza influyó en los actuales herederos espirituales del movimiento: los Adventistas del Séptimo Día, ciertos sectores de la Iglesia bautista, y los Testigos de Jehová, siendo un eslabón de una misma cadena de interpretación bíblica. De hecho un extracto manuscrito de La venida del Mesías en gloria y majestad, firmado por Juan Josafat Ben-Ezra y datado en 1820, es guardado como uno de los principales tesoros bibliográficos de la biblioteca de la Universidad Adventista de Chile.En este sentido, es una paradoja que la obra de un hombre, que se consideraba a sí mismo un católico ortodoxo, terminara por ser un texto clásico del cristianismo "protestante".
En abril de 1940 el arzobispo de Santiago, cardenal José María Caro, realizó consultas a la Santa Sede, a la Congregación del Santo Oficio, sobre la enseñanza "mitigada" del milenarismo de Lacunza en algunos círculos católicos chilenos, a las que esta respondió el 11 de junio de 1941: remitiéndose a la prohibición de 1824, señaló que el milenarismo, incluso mitigado, no podía ser enseñado sin peligro. Por lo que se le ordenó a Caro "vigilar que tal doctrina no sea enseñada con cualquier pretexto, ni propagada, defendida, recomendada, de viva voz o por escrito".
La teología de la Liberación también ha retomado algunas ideas de un reino terrestre de Dios como consumación de la justicia social en el mundo.

## Ideas de Lacunza
El jesuita creía haber encontrado durante su exilio algunos «descubrimientos nuevos, verdaderos, sólidos, innegables, y de grandísima importancia» para la Teología.
Hay dos concepciones que son el fundamento del resto de las elucubraciones teológicas —o «descubrimientos»— de Lacunza. En primer lugar, Lacunza desechaba la idea del «fin del mundo» como un momento de aniquilación o destrucción de lo creado: Niega «que el mundo, esto es, los cuerpos materiales, o globos celestes que Dios ha creado (entre los cuales uno es el nuestro en que habitamos) haya de tener fin, o volver al caos, o nada, de donde salió [...] esta idea no la hallo en la Escritura, antes hallo repetidas veces la idea contraria, y en esto convienen los mejores intérpretes». En segundo lugar, establece que las expresiones bíblicas «fin del siglo presente» y «fin del mundo» se refieren a dos momentos diferentes.
Entiende el «fin del siglo presente» o «Día del Señor» como el mero término de una etapa de la historia humana, clausurada por la venida de Cristo y el inicio de su reino en la Tierra, acompañada por el consiguiente juicio divino a los vivos. Este momento estaría también marcado por la conversión del pueblo judío. A partir de entonces habría de instaurarse una nueva sociedad, marcada por un reino de mil años de justicia y paz. Lacunza entendía que, a partir de las profecías bíblicas, se podía esperar, para el periodo previo al «Día del Señor», una apostasía generalizada de la Iglesia católica. Por lo mismo la Iglesia pasaría a formar parte del Anticristo, comprendido este no como un individuo, sino como «cuerpo moral» integrado por todos los apóstatas y ateos de la Tierra. Este punto de su teología era especialmente polémico al prever que la Iglesia oficial se pondría del lado equivocado en el último combate entre el bien y el mal. Este punto fue, en definitiva, el que le valió la condena vaticana de su obra.
Por «fin del mundo» entendía la resurrección de los muertos y el Juicio Final, comprendido como una transmutación del mundo físico al plano de lo eterno. Este suceso debía ocurrir, según él, tras los mil años de reino terrenal de Cristo.

## Cronista del exilio y la persecución
Otra de las dimensiones que se rescatan de Lacunza es su calidad como cronista de la experiencia del destierro y la persecución intelectual. Siendo él mismo un exiliado y un individuo permanentemente bloqueado por la autoridad, sus cartas personales al respecto han terminado por ser valoradas en Chile, país que ha sufrido ciclos de exilio masivo en varios tiempos posteriores:
Escribió de la condición desmedrada del desterrado: «Todos nos miran como un árbol perfectamente seco e incapaz de revivir o como un cuerpo muerto y sepultado en el olvido... Entretanto nos vamos acabando. De 352 [jesuitas] que salimos de Chile, apenas queda la mitad, y de éstos los más están enfermos, o mancones que apenas pueden servir para caballos yerbateros».
De la valoración de la tierra natal: «Solamente saben lo que es Chile los que lo han perdido: no hay acá el menor compensativo; y esta es la pura y santa verdad: nadie puede saber lo que es Chile si no lo ha perdido».
De los laberintos en los que puede perderse la razón del exiliado: «Acaba de morir Ignacio Ossa, hermano de doña María; el otro hermano, Martín, ya murió cerca de tres años. Antomas, aunque siempre fue loco tolerado, ahora está del todo rematado; ha estado en la loquería pública; mas como no es loco furioso lo tenemos ahora entre nosotros, aunque encerrado con llave, porque ya se ha huido».
El historiador Francisco Antonio Encina, transcibe el melacólico pasaje de una carta suya, de 1788 (luego de 11 de sus 34 años de exilio), en que hace un imaginario regreso al terruño:

Actualmente me siento tan robusto que me hallo capaz de hacer un viaje a Chile por el Cabo de Hornos. Y, pues, nadie me lo impide ni me cuesta nada, quiero hacerlo con toda mi comodidad. En 5 meses de un viaje felicísimo llego a Valparaíso, y habiéndome hartado de pejerreyes y jaibas, de erizos y de locos, doy un galope a Santiago: Hallo viva a mi venerable abuela, le beso la mano, la abrazo, lloro con ella, abrazo a todos los míos entre los cuales veo muchos y muchas que no conocía, busco entre tanta muchedumbre a mi madre y no la hallo, busco a Solascasas, a Varela, a mi compadre don Nicolás, a Azúa, a Pedrito y a mi ahijada Pilar, y no los hallo. Entro en la cocina y registro toda la casa, buscando a los criados y criadas antiguos y no hallo sino a la Paula y a la Mercedes. Pregúntole a ésta dónde está su señora y a la Paula dónde está su amo Manuel Díaz (su abuelo materno), y dónde está mi mulato Pancho; y no me responden sino con sus lágrimas, y yo los acompaño llorando a gritos sin poder ya contenerme más.
No obstante, por no perderlo todo, me vuelvo a la cuadra (el salón de la casa), que hallo llena de gente, procuro divertirme y alegrarme con todos: Les cuento mil cosas de por acá, téngolos embobados con mis cuentos; cuando no hallo más que contar, miento a mi gusto; entretanto les como sus pollos, su charquicán y sus cajitas de dulce y también los bizcochuelos y ollitas de Clara y de Rosita. Y habiendo llenado bien mi barriga para otros 20 años, me vuelvo a mi destierro por el mismo camino, y con la misma facilidad.